# 府川一則 (2代目)
二代目 府川一則（にだいめ ふかわ かずのり、安政2年8月11日〈1855年9月21日〉 - 大正8年〈1919年〉1月23日）とは、江戸時代末期から大正時代にかけての彫金師。

## 来歴
彫金師府川一則（蛟斎北岑）の長男。通称慶三郎、のちに慶之助。徽猷軒、巨外史、文山と号す。父より彫金について師事を受け則重と名乗る。明治9年（1876年）、父一則が没したので家督を相続し二代一則を称す。明治中ごろには本所区や本郷区に住んだ。明治31年（1898年）、日本美術院正教員となる。下谷区根岸にて没す、享年65。墓所は谷中墓地、戒名は実相院諦誉一則居士。増上寺雲晴院にも分骨された。